# Фінал Кубка Стенлі 2012

Фінал Кубка Стенлі 2012 (англ. Stanley Cup Finals) — 119-й загалом фінал Кубка Стенлі та сезону 2011—2012 у НХЛ між командами Лос-Анджелес Кінгс та Нью-Джерсі Девілс. Фінальна серія стартувала 30 травня в Ньюаркі, а фінішувала 11 червня в Лос-Анджелесі. 
У регулярному чемпіонаті «Девілс» фінішував шостим в Східній конференції набравши 102 очка, а «королі» посіли восьме місце в Західній конференції.
Це був другий фінал для «Кінгс» та п'ятий після останньої перемоги у 2003 для «дияволів».
У фінальній серії перемогу здобули «Лос-Анджелес Кінгс» 4:2. Приз Кона Сміта (найкращого гравця фінальної серії) отримав воротар «Кінгс» Джонатан Квік. «Королі» стали першою командою з 1994, яка після змін у регламенті розіграшу Кубка Стенлі, виграла Кубок стартуючи з восьмого місця в плей-оф.

## Шлях до фіналу
У регулярному чемпіонаті клуби зіграли між собою двічі і двічі Нью-Джерсі Девілс святкували перемогу. 13 жовтня 2011, основний час завершився внічию 1:1, а по булітах перемогли «дияволи» 2:1. 25 жовтня 2011 в Лос-Анджелесі «Девілс» здобули переконливу перемогу 3:0.
| Східна конференція      |          |                     |                   |                                              |
| Стадія                  | Суперник | Суперник            | Загальний рахунок | Результати матчів                            |
| Чвертьфінал конференції | 3        | Флорида Пантерс     | 4 : 3             | 3:2, 2:4, 3:4, 4:0, 0:3, 3:2 (ОТ), 3:2 (2ОТ) |
| Півфінал конференції    | 5        | Філадельфія Флайєрз | 4 : 1             | 3:4 (ОТ), 4:1, 4:3 (ОТ), 4:2, 3:1            |
| Фінал конференції       | 1        | Нью-Йорк Рейнджерс  | 4 : 2             | 0:3, 3:2, 0:3, 4:1, 5:3, 3:2 (ОТ)            |

| Західна конференція     |          |                 |                   |                              |
| Стадія                  | Суперник | Суперник        | Загальний рахунок | Результати матчів            |
| Чвертьфінал конференції | 1        | Ванкувер Канакс | 4 : 1             | 4:2, 4:2, 1:0, 1:3, 2:1 (ОТ) |
| Півфінал конференції    | 2        | Сент-Луїс Блюз  | 4 : 0             | 3:1, 5:2, 4:2, 3:1           |
| Фінал конференції       | 3        | Фінікс Койотс   | 4 : 1             | 4:2, 4:0, 2:1, 0:2, 4:3 (ОТ) |

## Арени
| Лос-Анджелес      | Пруденшл-центр Стейплс-центрclass=notpageimage\| Арени фіналу Кубка Стенлі 2012 | Ньюарк            |
| Стейплс-центр     | Пруденшл-центр Стейплс-центрclass=notpageimage\| Арени фіналу Кубка Стенлі 2012 | Пруденшл-центр    |
| Місткість: 18 118 | Пруденшл-центр Стейплс-центрclass=notpageimage\| Арени фіналу Кубка Стенлі 2012 | Місткість: 17 625 |
|                   | Пруденшл-центр Стейплс-центрclass=notpageimage\| Арени фіналу Кубка Стенлі 2012 |                   |

## Серія

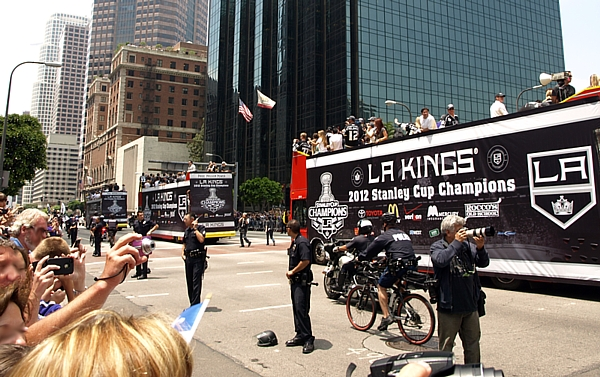
«Королі» з Кубком Стенлі під час параду в Лос-Анджелесі.

| 30 травня 2012 20:00 | Нью-Джерсі Девілс | 1 : 2 (ОТ) (0:1, 1:0, 0:0, 0:1) | Лос-Анджелес Кінгс | Пруденшл-центр, Ньюарк Глядачів: 17 625 |

| Протокол                | Протокол      | Протокол                                  | Протокол      | Протокол |
| ----------------------- | ------------- | ----------------------------------------- | ------------- | -------- |
|                         | Мартен Бродер | Голкіпери                                 | Джонатан Квік |          |
| Антон Волченков (38:48) |               | Колін Фрейзер (9:56) Анже Копітар (68:13) |               |          |
| 2 хв.                   | Вилучення     | 4 хв.                                     |               |          |
| 17                      | Кидки         | 25                                        |               |          |

| 2 червня 2012 17:00 | Нью-Джерсі Девілс | 1 : 2 (ОТ) (0:1, 0:0, 1:0, 0:1) | Лос-Анджелес Кінгс | Пруденшл-центр, Ньюарк Глядачів: 17 625 |

| Протокол            | Протокол      | Протокол                              | Протокол      | Протокол |
| ------------------- | ------------- | ------------------------------------- | ------------- | -------- |
|                     | Мартен Бродер | Голкіпери                             | Джонатан Квік |          |
| Раєн Картер (42:59) |               | Дрю Дауті (7:49) Джефф Картер (73:42) |               |          |
| 4 хв.               | Вилучення     | 8 хв.                                 |               |          |
| 33                  | Кидки         | 32                                    |               |          |

| 4 червня 2012 17:00 | Лос-Анджелес Кінгс | 4 : 0 (0:0, 2:0, 2:0) | Нью-Джерсі Девілс | Стейплс-центр, Лос-Анджелес Глядачів: 18 764 |

| Протокол                                                                                | Протокол      | Протокол  | Протокол      | Протокол |
| --------------------------------------------------------------------------------------- | ------------- | --------- | ------------- | -------- |
|                                                                                         | Джонатан Квік | Голкіпери | Мартен Бродер |          |
| Алек Мартінес (25:40) Анже Копітар (35:07) Джефф Картер (44:15) Джастін Вільямс (46:47) |               |           |               |          |
| 12 хв.                                                                                  | Вилучення     | 6 хв.     |               |          |
| 21                                                                                      | Кидки         | 22        |               |          |

| 6 червня 2012 17:00 | Лос-Анджелес Кінгс | 1 : 3 (0:0, 0:0, 1:3) | Нью-Джерсі Девілс | Стейплс-центр, Лос-Анджелес Глядачів: 18 867 |

| Протокол          | Протокол      | Протокол                                                        | Протокол      | Протокол |
| ----------------- | ------------- | --------------------------------------------------------------- | ------------- | -------- |
|                   | Джонатан Квік | Голкіпери                                                       | Мартен Бродер |          |
| Дрю Дауті (48:56) |               | Патрік Еліаш (47:56) Адам Енріке (55:29) Ілля Ковальчук (59:40) |               |          |
| 6 хв.             | Вилучення     | 8 хв.                                                           |               |          |
| 22                | Кидки         | 23                                                              |               |          |

| 9 червня 2012 20:00 | Нью-Джерсі Девілс | 2 : 1 (1:0, 1:1, 0:0) | Лос-Анджелес Кінгс | Пруденшл-центр, Ньюарк Глядачів: 17 625 |

| Протокол                                   | Протокол      | Протокол                | Протокол      | Протокол |
| ------------------------------------------ | ------------- | ----------------------- | ------------- | -------- |
|                                            | Мартен Бродер | Голкіпери               | Джонатан Квік |          |
| Зак Парізе (12:45) Брайс Сальвадор (29:05) |               | Джастін Вільямс (23:26) |               |          |
| 6 хв.                                      | Вилучення     | 6 хв.                   |               |          |
| 19                                         | Кидки         | 26                      |               |          |

| 11 червня 2012 20:00 | Лос-Анджелес Кінгс | 6 : 1 (3:0, 1:1, 2:0) | Нью-Джерсі Девілс | Стейплс-центр, Лос-Анджелес Глядачів: 18 858 |

| Протокол | Протокол      | Протокол            | Протокол      | Протокол |
| --- | ------------- | ------------------- | ------------- | -------- |
| | Джонатан Квік | Голкіпери           | Мартен Бродер |          |
| Дастін Браун (11:03) Джефф Картер (12:45) Тревор Льюїс (15:01) Джефф Картер (21:30) Тревор Льюїс (56:15) Метт Грін (56:30) |               | Адам Енріке (38:45) |               |          |
| 6 хв. | Вилучення     | 47 хв.              |               |          |
| 24 | Кидки         | 18                  |               |          |

| Володар Кубка Стенлі 2012 |
| ------------------------- |
| Лос-Анджелес перший титул |

## Володар Кубка Стенлі
| Володар Кубка Стенлі: Лос-Анджелес Кінгс | Воротарі: Джонатан Берньє, Джонатан Квік Захисники: Дрю Дауті, Девіс Древіске, Метт Грін, Алек Мартінес, Віллі Мітчелл, Роб Скудері, В'ячеслав Войнов Нападники: Дастін Браун (К), Джефф Картер, Кайл Кліффорд, Колін Фрейзер, Сімон Ганьє, Двайт Кінг, Анже Копітар, Андрій Локтіонов, Тревор Льюїс, Джордан Нолан, Дастін Пеннер, Майк Річардс, Бред Річардсон, Джаррет Столл, Кевін Вестгарт, Джастін Вільямс Головний тренер: Дерріл Саттер; Генеральний менеджер: Дін Ломбарді |